# Karl Fichtner (Politiker, 1906)
Karl Heinrich Alfred Fichtner, zumeist Karl Fichtner, (* 29. März 1906 in Lehe; † 8. September 1972 in Bremen) war ein deutscher Politiker und Abgeordneter für die Deutsche Partei (DP) sowie die Nationaldemokratische Partei Deutschlands (NPD) in der bremischen Bürgerschaft. Während der Zeit des Nationalsozialismus war er Leiter des Bremer Staatsamts.

## Leben

### Ausbildung und Beruf
Fichtner war nach seiner Ausbildung zum Schifffahrtskaufmann seit 1928 als Werbekaufmann tätig. Er war seit 1936 Leiter des Bremischen Staatsamtes und der Rathausverwaltung. Während des Zweiten Weltkrieges leitete Fichtner ab 1940 bei der Generaltreuhandverwaltung die Werkszentrale Litzmannstadt. Im SS-Wirtschafts- und Verwaltungshauptamt war Fichtner ab September 1941 stellvertretender Leiter im Amt W II. Nach Ausbruch des Deutsch-Sowjetischen Krieges war Fichtner ab Herbst 1941 verantwortlich für die SS-Betriebe im Einflussbereich des Höheren SS- und Polizeiführers Russland-Süd und war ab Mai 1944 bei der SS-Wirtschaftsabteilung in Italien eingesetzt.
Nach Kriegsende zog Fichtner 1952 von Brinkum nach Bremen und machte sich mit einer Werbeagentur („Kogge-Werbung“) selbstständig. Er war mit Annaluise Fichtner, geb. Gagelmann (1916–1994) verheiratet.

### Politik
Fichtner trat zum 1. Mai 1930 in die NSDAP ein (Mitgliedsnummer 244.509) und war von 1930 bis 1931 in der SA. Im Mai 1931 (andere Quellen Mai 1934) wurde er Mitglied der SS (Mitgliedsnummer 8.741). Seit April 1936 war er SS-Hauptsturmführer (wie Hauptmann) und Führer des SS-Sturmbannes Bremen.
Im Oktober 1942 beantragte er die Beförderung zum Sturmbannführer, stattdessen erfolgte die Degradierung zum Obersturmführer wegen wiederholter Geschwindigkeitsübertretungen mit Dienstwagen.
1944 erfolgte in der Wirtschaftsabteilung beim höchsten SS- und Polizeiführer (HöSSPF) in Italien erneut seine Beförderung zum SS-Hauptsturmführer.
Nach dem Krieg war er zunächst in Kriegsgefangenschaft und später bis Juni 1948 interniert.
Er war nach dem Zweiten Weltkrieg Mitglied in der rechtsgerichteten Deutschen Partei (DP). 1964 war er Gründungsmitglied der NPD und von 1968 bis 1972 stellvertretender Landesvorsitzender in Bremen und zugleich Schatzmeister der Partei.
Von 1963 bis 1967 war er in der 6. Wahlperiode für die DP und von 1967 bis 1971 in der 7. Wahlperiode für die NPD Mitglied in der bremischen Bürgerschaft.
Fichtner erreichte 1969 als Kandidat der NPD nicht den Einzug in den Deutschen Bundestag.